# Объединение Папуа

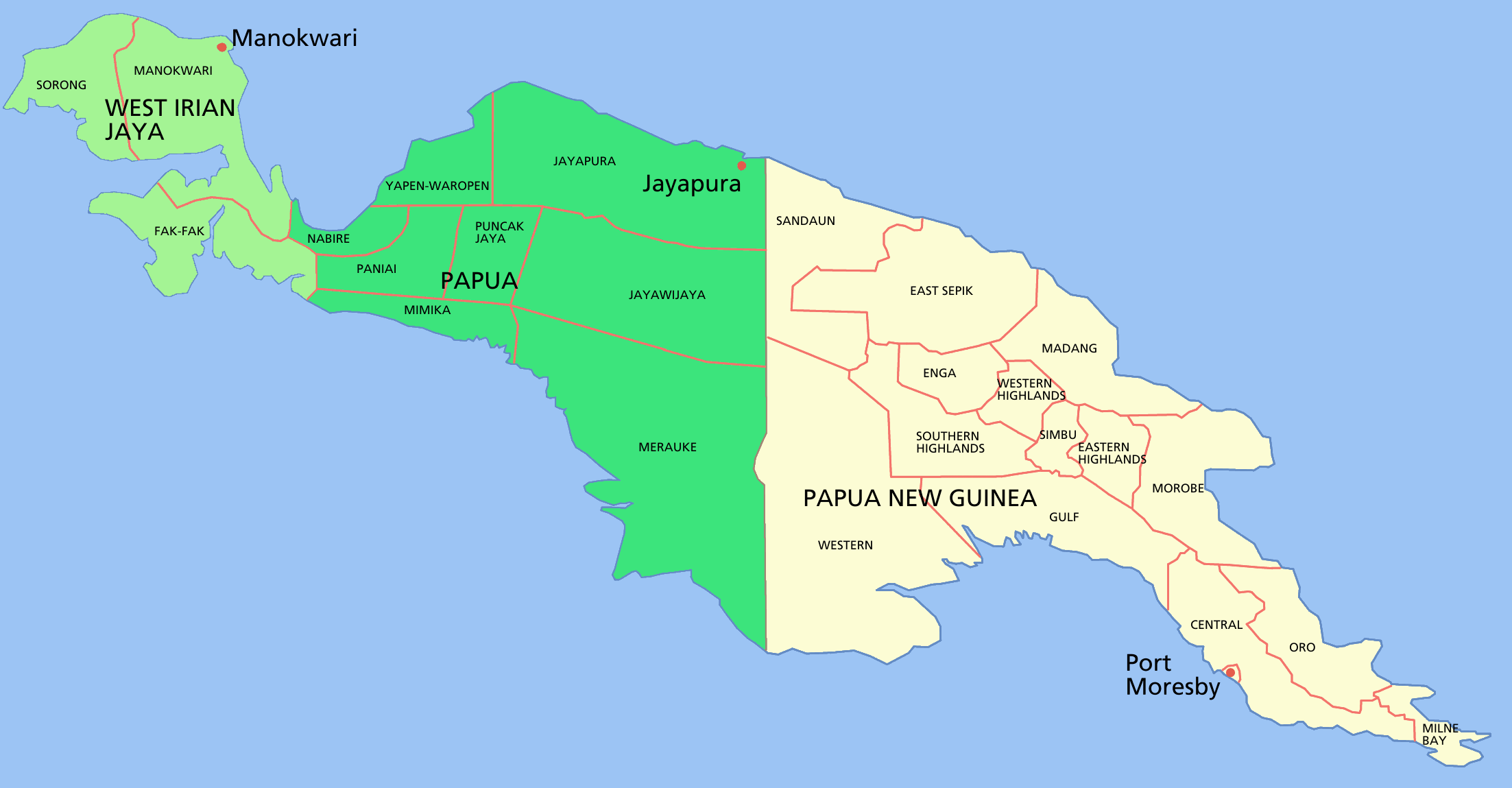
642.986x642.986px

Объединение Папуа — проект объединения индонезийских провинций Западное Папуа и Папуа с Папуа-Новой Гвинеей. В 2019 году сепаратисты планируют сделать это военным путём. Сообщалось о том, что в июле 2019 три повстанческие организации объединились, однако одна из предполагаемых сторон опровергла эту информацию. Основной причиной недовольства населения индонезийской части острова является проведение Акта свободного выбора, а не обещанного властями до этого референдума. Для голосования были отобраны специальные представители — 1025 человек, они были выбраны Индонезией, что по мнению повстанцев могло предопределить исход голосования.